# Perizoma tahoensis
Perizoma tahoensis är en fjärilsart som beskrevs av Barnes och Mcdunnough 1916. Perizoma tahoensis ingår i släktet Perizoma och familjen mätare. Inga underarter finns listade i Catalogue of Life.